# Félix Arratia Cruz
Félix Guadalupe Arratia Cruz (26 de mayo de 1993 en Monterrey, Nuevo León) es un político, abogado y financiero, miembro del partido político Movimiento Ciudadano. Actualmente es presidente del municipio de Juárez, Nuevo León.

## Biografía
Félix Guadalupe Arratia Cruz nació el 26 de mayo de 1993 en Monterrey, Nuevo León. Está casado con Mónica Oyervides, con quien tiene un hijo.
Comenzó su carrera en la administración pública como Subsecretario del SAT de Nuevo León, renunció al cargo después de recibir denuncias por parte de la Fiscalía General de Justicia de Nuevo León y la Fiscalía Anticorrupción estatal, por presuntamente "perseguir" a rivales políticos.
Posteriormente en febrero del 2023, regresó a la administración estatal como Secretario de Medio Ambiente, entre polémica por supuestamente otorgarle ese puesto para darle fueron constitucional y enfrentar sus denuncias. El 8 de diciembre del 2023 renuncia como Secretario de Medio Ambiente para participar en el proceso electoral 2023 -2024 para la alcaldía de Juárez.

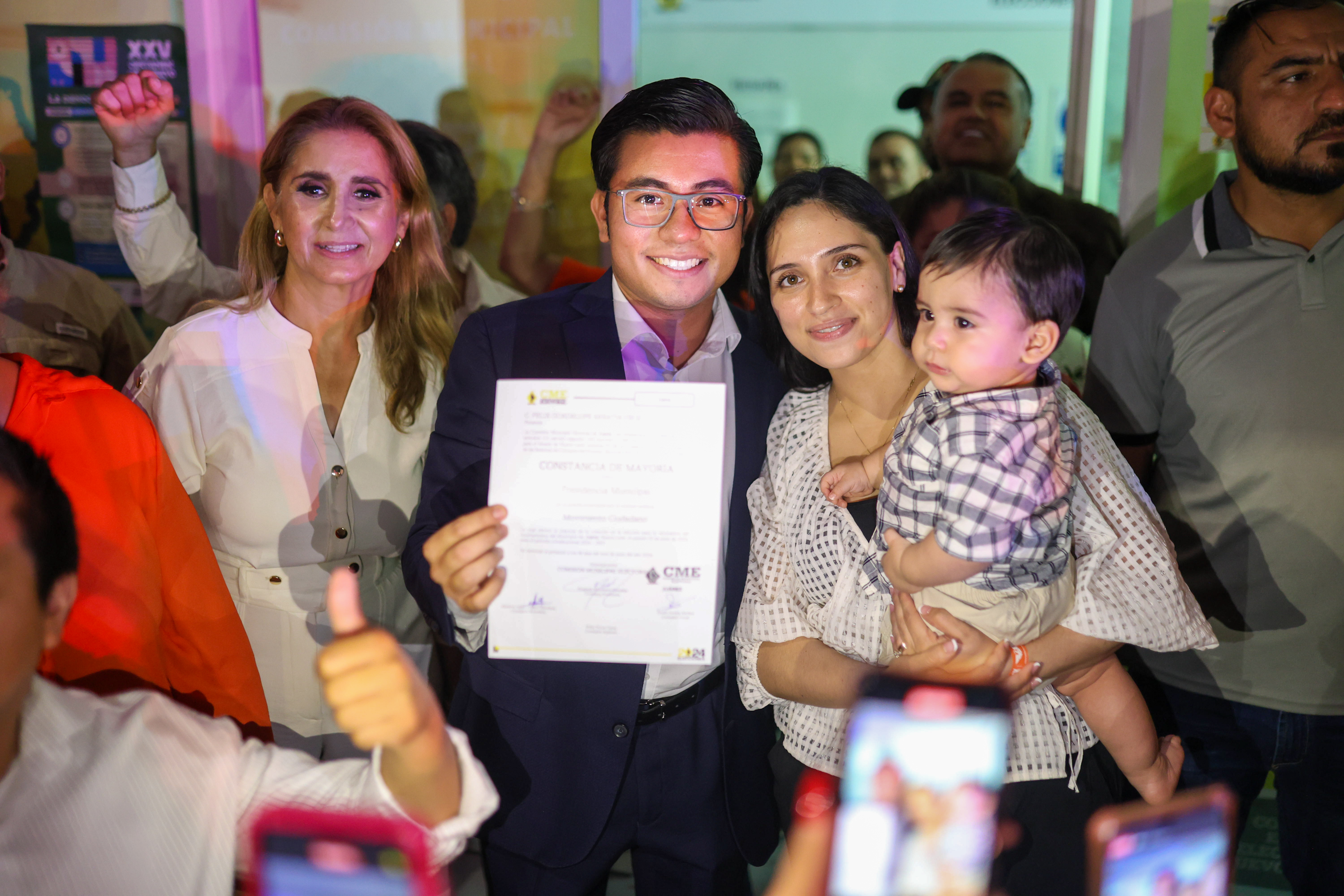
Entrega de constancia de mayoría de Juárez en el IEEPCNL con su esposa e hijo.

En el proceso electoral del 2024 contendió por la alcaldía del municipio de Benito Juárez en Nuevo León, compitiendo con Francisco Héctor Treviño Cantú y Sandra Paola González Castañeda, entre otros. Ganando con 67,161 votos en el cómputo final  sobre su contrincante más cercano Francisco Treviño con 34,156. El 8 de junio del 2024 el IEEPC Nuevo León entregó su constancia como alcalde electo del municipio de Benito Juárez en Nuevo León.